# أنور (فلم 2007)
أنور (بالهندية: अनवर) هو فيلم إثارة ودراما هندي 2007  من تأليف وإخراج "مانيش جها"، الذي اشتهر بعمله في ماتروبهومي. نجوم الفيلم هم؛ سيدارث كويرالا، مانيشا كويرالا، راجبال ياداف وسيروسي ناوهيد.

## القصة
أنور، مسلم، يعيش حياة الطبقة المتوسطة في لكناو، الهند، مع والدته، وشقيقه، وأخت، سورييا. أنور هو في البحث عن الماندير الهندوسية القديمة. ويلقى أنور بعض التحديات مع صديقته ميرو...

## المواضيع
الفيلم في لكناو، يدور حول الصور النمطية للمسلمين في عصر بوست-9/11. كان الفيلم مستوحاة من خبرة المدير في نيويورك بعد يومين من هجمات 9/11 عندما اعتقل من قبل الشرطة واستجوب لمدة خمس ساعات، الذي يفترض له أن يكون مُسلمًا، منذ أن كان غير حليق، وكان شعره طويل.

## الإنتاج
تتم تصوير الفيلم في كاكوري وباكشي كا طلب لوكناو خلال أبريل 2006.

## الممثلون
- مانيشا كويرالا في دور أنيتا
- سيدهارث كويرالا في دور أنور
- راجبال ياداف في دور جوبيناث
- فيجاي راز في دور سيد باشا
- ياشبال شارما في دور إس. بّ. تيواري
- هيتين تيجواني في دور يوديت
- ناوهيد سيروسي في دور ميهرو
- سودهير باندي في دور الوزير
- بانكاج جها
- لاليت تيواري
- راسيكا  دوغال
- سانجاي ميشرا
- بريثفي زوتشي
- شارات سونو في دور البستاني

## وصلات خارجية
- مقالات تستعمل روابط فنية بلا صلة مع ويكي بيانات